# Nieuport III
O Nieuport III, foi um avião de reconhecimento monoplano, monomotor francês de dois lugares em configuração de tração com asas a meia altura, projetado por Édouard Nieuport.

## Projeto e desenvolvimento
Construído pela Société Anonyme des Établissements Nieuport ele era uma versão de dois lugares do Nieuport II N, cujo objetivo era atender as especificações estabelecidas pelo General Roques, inspetor permanente dos aviões militares desde novembro de 1910, que solicitava aos fabricantes franceses, um avião que: "fosse capaz de voar 300 km sem escalas; levando 300 kg de carga; podendo levar até três pessoas; decolar e pousar em campos rústicos; e poder ser desmontado e montado em menos de 30 minutos para facilitar o armazenamento e transporte por estradas".
Para atender a essas características, o Nieuport III foi apresentado no Salon International de l'Aéronautique de 1910, coma designação de Nieuport III A, sendo o "A", relativo ao uso do motor Anzani. Esse modelo se distinguia pelo aumento da superfície das asas com o emprego de uma "falsa longarina" extra. A parte frontal da fuselagem era coberta com metal, e os esquis do trem de pouso ficaram mais compridos, mas o Nieuport III mantinha o desenho de cauda do Nieuport II. Foi provavelmente, essa complexidade da cauda que impediu a sua aquisição pelo Exército francês. 

## Histórico operacional
O Nieuport III foi vendido para o Exército Imperial Russo (cinquenta no total entre modelos II e III) equipados com motor REP.

## Usuários
- Império Russo

## Especificação
Estas são as características do Nieuport III
- Características gerais:
  - Tripulação: dois, piloto e observador
  - Comprimento: 7,15 m
  - Envergadura: 8,65 m
  - Altura: 2,60 m
  - Área da asa: 15 m²
  - Peso vazio: 240 kg
  - Peso máximo na decolagem: 350 kg
  - Motor: 1 x Nieuport, 2 cilindros opostos, refrigerado à ar, de 28 hp. (uma das opções)

- Performance:
  - Velocidade máxima: 115 km/h